# Тральщики типа «Батерст»
Тип «Батерст» (англ. Bathurst class) — серия австралийских тральщиков периода Второй мировой войны. Были созданы на основе британских тральщиков типа «Бангор», отличаясь от них прежде всего увеличенной шириной корпуса и лучшей остойчивостью. Всего в 1940—1946 годах были построены 59 кораблей этого типа. 4 из них были построены по заказу Индии, а 20 — по заказу КВМС Великобритании, но все британские корабли этого типа ещё до завершения строительства были переданы КВМС Австралии.
В качестве тральщиков они оказались малопригодны для борьбы с новыми минами из-за отсутствия современного оборудования, но зато тип «Бангор» проявил себя в качестве сравнительно удачного эскортного корабля, из-за чего корабли этого типа зачастую неофициально назывались корветами. Корабли этого типа активно использовались в годы Второй мировой войны, при этом от действий противника был потерян лишь один из них, и ещё два — в столкновениях. 11 ноября 1942 года индийский тральщик «Бенгал» этого типа во время конвоирования нидерландского танкера «Ондина» вступил в бой с двумя японскими вспомогательными крейсерами, и не только смог защитить танкер, но и сумел потопть один из нападавших крейсеров (по другой версии японский рейдер потопил сам танкер). После окончания войны тральщики типа «Батерст» были вскоре сняты с вооружения Австралии и частью были проданы другим странам, а частью — пущены на слом. В других странах отдельные представители этого типа оставались на вооружении до середины 1960-х годов.